# Listă de filme bazate pe poezii
Listă de filme bazate pe poezii:
- The Adventure of Sudsakorn (1979, Thailanda)
- Ashik Kerib (1988, URSS)
- Beowulf (1999, SUA)
- Beowulf (2007, SUA)
- Beowulf & Grendel (2005, Islanda, Regatul Unit, Canada)
- Braveheart (1995, SUA), bazat pe The Actes and Deidis of the Illustre and Vallyeant Campioun Schir William Wallace de Blind Harry
- Bright Star (2009, Regatul Unit/Australia/Franța), numele este o referință la un sonet de John Keats
- Casey at the Bat (1927, SUA)
- The Color of Pomegranates (1969, RSS Armenească)
- El Cid (1961, SUA, Spania, Charlton Heston)
- The Full Monteverdi (2007, Regatul Unit)
- Grendel Grendel Grendel (1981, Australia)
- Gunga Din (1939, SUA)
- The Hangman (1964, SUA, short)
- Helen of Troy (1956, SUA/Italia)
- How the Grinch Stole Christmas (2000, SUA)
- Howl (2010, SUA)
- The Humpbacked Horse (1947, URSS)
- The Humpbacked Horse (1976, URSS)
- Jabberwocky
- Jackanory: The Story of Beowulf (1966, Regatul Unit, serial)
- The Man from Snowy River, (1982, Australia)
- The Man from Snowy River II (US title: "Return to Snowy River" — UK title: "The Untamed") (1988, Australia)
- The Monkey's Mask (2000, Australia)
- Mulan
- My Heart Is Mine Alone (1997, Germania)
- The Night Before Christmas (1941, SUA, short)
- The Night Before Christmas: A Mouse Tale (2002, SUA, short, made-for-TV)
- The Nightmare Before Christmas (1993, SUA)
- O Brother, Where Art Thou? (2000, SUA), vag bazat pe Odiseea
- Pumpkinhead (1988, SUA)
- Ramanan (1967, India)
- The Raven (1963, SUA)
- The Sentimental Bloke (1919, Australia)
- The Set-Up (1949, SUA)
- The Shooting of Dan McGrew (1924, SUA)
- The Tale of the Priest and of His Workman Balda, (1933-1936, URSS)
- Tale of Tales (1979, URSS)
- The Tale of Tsar Saltan (1984, URSS)
- Troy (2004, SUA), bazat pe Iliada
- Ulysses (1954, Italia)
- Under Milk Wood (1972, Regatul Unit)
- Winter Days (2003, Japonia)
- The White Cliffs of Dover (1944, SUA)
- The Wind Will Carry Us (1999, Iran)

## Vezi și
- Lists of film source material
- Listă de filme bazate pe mitologia greco-romană